# Grèzes (Lot)
Grèzes é uma comuna francesa na região administrativa de Occitânia, no departamento de Lot. Estende-se por uma área de 11,02 km². Em 2010 a comuna tinha 177 habitantes (densidade: 16,1 hab./km²).